# رايتشل سكارستن
راشيل أليس ماري سكارستن (ولدت في 23 أبريل 1985) ممثلة كندية لعبت عدة أدوار سينمائية و تلفزيونية منها درو إليزابيث الأولى ملكة إنجلترا في المسلسل التلفزيونية الأمريكي عهد (2013).

## نشأتها
وُلدت سكارستن في تورنتو، أونتاريو. كان والدها الدكتور ستان سكارستن من بيرغن، النرويج، بينما نشأت والدتها، ماري أيلين سيلف سكارستن، في الهند. لديها أيضًا شقيق أصغر. نشأت سكارستن في شمال تورنتو، وأمضت بعض الوقت في بيرغن خلال شبابها.
تدربت سكارستن في الأكاديمية الملكية للرقص لمدة 12 عامًا، ولكن بعد إصابة في الكاحل، تخلت عن مسيرتها في الرقص وتحولت إلى الهوكي. في عام 2002، لعبت كحارسة مرمى لفريق تورنتو ليسايد وايلدكاتس.
درست في مدرسة كلود واتسون للفنون من الصف الرابع إلى الثامن، وتخصصت في الفنون البصرية والتشيلو. واصلت دراستها في برنامج كلود واتسون للفنون في مدرسة إيرل هيج الثانوية من الصف التاسع إلى الصف الثاني عشر، تم اكتشافها من قبل أحد الوكلاء في حفل تذكاري لوالدها.

## روابط خارجية
- الموقع الرسمي
- رايتشل سكارستن على موقع IMDb (الإنجليزية)
- رايتشل سكارستن على موقع ميتاكريتيك (الإنجليزية)
- رايتشل سكارستن على موقع روتن توميتوز (الإنجليزية)
- رايتشل سكارستن على موقع قاعدة بيانات الأفلام العربية
- رايتشل سكارستن على موقع ألو سيني (الفرنسية)
- رايتشل سكارستن على موقع تيرنر كلاسيك موفيز (الإنجليزية)
- رايتشل سكارستن على موقع أول موفي (الإنجليزية)
- رايتشل سكارستن على موقع قاعدة بيانات الفيلم (الإنجليزية)
- رايتشل سكارستن على موقع كينوبويسك (الروسية)